# Onychiuroides pseudogranulosus
Onychiuroides pseudogranulosus is een springstaartensoort uit de familie van de Onychiuridae. De wetenschappelijke naam van de soort is voor het eerst geldig gepubliceerd in 1951 door Gisin.